# Suspense
Suspense – amerykański film z 1946 roku w reżyserii Franka Tuttle.

## Obsada
- Belita - Roberta Leonard, aka Roberta Elva
- Barry Sullivan - Joe Morgan
- Bonita Granville - Ronnie
- Albert Dekker - Frank Leonard
- Eugene Pallette - Harry Wheeler
- George E. Stone - Max
- Edit Angold - Nora
- Leon Belasco - Pierre Yasha
- Miguelito Valdés - on sam, kubański piosenkarz
- Byron Foulger - taksówkarz (niewymieniony w czołówce)
- Chris-Pin Martin - kelner (niewymieniony w czołówce)
- Sid Melton - mężczyzna przy barze (niewymieniony w czołówce)